# باتريشيا كورنويل
باتريشيا كورنويل (بالإنجليزية: Patricia Cornwell)‏ (اسمها عند الولادة: باتريشيا كارول دانيلز؛ 9 يونيو، 1965) كاتبة جريمة أمريكية. تُعرف برواياتها الأكثر مبيعًا التي تتميز بشخصية الطبيب الشرعي كاي سكاربيتا، والتي استوحتها أول مرة من سلسلة من جرائم القتل المثيرة في ريتشموند بولاية فيرجينيا، حيث قامت معظم قصصها. تتميز معظم الحبكات بتشديدها على علوم الطب الشرعي، والذي أثر لاحقًا في العديد من تعاملات التلفاز مع عمل الشرطة. بدأت كورنويل أيضًا بحوثًا جديدة حول قضايا قتل جاك السفاح، متهمة الفنان البريطاني الشهير والتر سيكرت. بيع من كتبها أكثر من 100 مليون نسخة.

## حياتها المبكرة
ولدت كورنويل في 9 يونيو عام 1956 في ميامي بولاية فلوريدا، منحدرة من الكاتبة والمناهضة للعبودية هارييت بيتشر ستو، ثاني طفل من ثلاثة أطفال، لأبويها ماريلين (اسمها قبل الزواج: زينر) وسام دانيلز. كان والدها واحدًا من أبرز محاميي الاستئناف في الولايات المتحدة، وعمل كاتبًا قضائيًا لدى قاضي المحكمة العليا هوغو بلاك. تعود كورنويل لاحقًا بدوافعها في الحياة إلى سوء المعاملة العاطفية التي تقول إنها عانت من والدها الذي ترك العائلة في يوم عيد الميلاد عام 1961. قالت: «كان على فراش الموت. كنا نعلم أنها المرة الأخيرة التي نرى فيها بعضنا البعض؛ أمسك بيد أخي وقال له «أحبك»، لكنه لم يمسسني قط. كل ما فعله هو الكتابة على مفكرةٍ «كيف العمل؟»».
في عام 1961، غادرت ماريلين مع ثلاثة أطفال في سيارة شحن وانتقلت إلى مونتريت، كارولينا الشمالية. استقبلت روث بيل غراهام، زوجة الكاتب الإنجيلي بيلي غراهام، الأسرة في محنتها ورتبت لها ولإخوانها جيم وجون، أن يُربوا على يد لينوور ومانفريد سوندرز، اللذان كانا قد عادا مؤخرًا من أفريقيا. أدخلت مارلين دانيلز المستشفى بعد أن كانت تعاني من اكتئاب شديد. نظرت كورنويل إلى روث بيل غراهام بوصفها مصدر إلهام، إذ كانت هي من لاحظت موهبة كورنويل في الكتابة وشجعت جهودها الأدبية. كانت كورنويل طالبة حذقة، ورسامة كاريكاتير ماهرة، ورياضية موهوبة في لعبة التنس، التحقت بكلية الملك في بريستول بولاية تينيسي لفترة وجيزة قبل أن تنتقل إلى كلية ديفيدسون في منحة للتنس (والتي رفضتها فيما بعد)، حيث تخرجت في عام 1979 بدرجة البكالوريوس في الإنجليزية.

## مسيرتها المهنية
في عام 1979، بدأت كونوريل عملها كمراسل لصحيفة شارلوت أوبزرفر، إذ قامت بداية بتحرير قوائم التلفاز، ثم انتقلت إلى البرامج التلفزيونية، وأخيرًا مراسلة تغطي الجرائم. في عام 1980، حصلت على جائزة الصحافة الاستقصائية لرابطة الصحافة في نورث كارولينا عن سلسلة حول البغاء. استكملت عملها في الصحيفة حتى عام 1981، عندما انتقلت إلى ريتشموند بولاية فيرجينيا برفقة زوجها الأول، تشارلو كورنويل (تزوجا عام 1980)، الذي التحق بمدرسة الاتحاد اللاهوتية. بدأت في نفس العام بالعمل على سيرة روث بيل جراهام بعنوان «وقت للتذكر: قصة روث بيل غراهام» (أعيدت تسميتها إلى: روث، لوحة: قصة روث بيل غراهام في طبعات لاحقة)، والتي نُشرت في عام 1983. حصلت السيرة على جائزة ميدالية ذهبية للكتاب من جمعية الناشرين المسيحيين الإنجيليين في عام 1985. إلا أنها كانت أيضًا ضربة تجاه صداقتها مع غراهام، إذ لم يكن هناك كلام بينهما حتى 8 سنوات من تاريخ نشر الكتاب.

## روابط خارجية
- باتريشيا كورنويل على موقع IMDb (الإنجليزية)
- باتريشيا كورنويل على موقع الموسوعة البريطانية (الإنجليزية)
- باتريشيا كورنويل على موقع مونزينجر (الألمانية)
- باتريشيا كورنويل على موقع ميوزك برينز (الإنجليزية)
- باتريشيا كورنويل على موقع إن إن دي بي (الإنجليزية)
- باتريشيا كورنويل على موقع ديسكوغز (الإنجليزية)
- باتريشيا كورنويل على موقع قاعدة بيانات الفيلم (الإنجليزية)